# Протоліз
Протоліз (англ. protolysis [protonolysis]) — реакції заміщення під дією протона, що звичайно йдуть за механізмами SE2, SE1, наприклад,
СН3HgI + H+ → CH4 + HgI+
Цей термін використовувався як синонім для реакцій переносу протона, чого IUPAC не рекомендує.